# Copaifera langsdorffii
Copaifera langsdorffii — вид деревьев семейства Бобовые (Fabaceae), произрастающих в тропических лесах Африки, Индии и Южной Америки.

## Биологическое описание
Представители вида вырастают до 12 метров в высоту. Цветки белые. Плоды небольшие, маслянистые, используются в хозяйстве и медицине; масло, полученное из плодов, обладает антибактериальным и противовоспалительным действием.

## Таксономия
Copaifera langsdorffii Desf., Mémoires du Muséum d'Histoire Naturelle 7: 377. 1821. 

### Синонимы
В синонимику вида входит несколько названий .
- Copaiba langsdorffii (Desf.) Kuntze
- Copaifera nitida Hayne
- Copaifera sellowii Hayne